# Дантонова смрт
Дантонова смрт је прва драма немачког драмског писца Георга Бихнера, чија је радња смештена у току Француске револуције.

## Историја
Георг Бихнер стварао је у периоду између Романтизма и Реализма, у такозваном Премартовском периоду. Циљ политички либералних песника овог периода био је књижевност лажног постојања поново постане делотворано тело за политичко и социјално деловање. Били су противници романтичара и против поновног успостављања поретка који је претходио Наполеонске ратове. Борили су се против феудализма и апсолутизма, борили су се за слободу говора, еманципацију индивидуа, укључујући Јевреје и жене и успостављање демократског устава. Писали су поезију тренда и поезију времена, то јест поезију која је говорила о проблемима тадашњице и поезију која је говорила о либералним политичким идејама. Други писци овог периода су Хајнрих Хајне, Јохан Волфганг фон Гете и Франц Грилпарзер.
Бихнер је живео у сталном страху од прогона власти, поготово док је писао Дантонову смрт. Ова књига први пут је штампана 1835. године у знатно скраћеном издању, у коме су политичке поруке измењене сексуалним алузијама. Истраживање за писање ове драме Бихнер је започео крајем 1834. године, а прву верзију сценарија завршио је у року од 5 недеља. Ова драма, мада доста измењена за прво издање једина је објављена драма Георга Бихнера.
Дуго се нико није усудио да ово дело режира. Премијера је одржана тек 1902. године, у Бел-Алис театру у Берлину, дуго након Бихнерове смрти. 

## Анализа
Због коришћење разних историјских извора и честих доследних цитирања оригиналних политичких говора тумачи двадесетог века прогласили су ово представу претечом документарног театра.

## Фабула
Драма прати животну причу Георга Дантона, једног од вођа Француске револуције, у затишју између прве и друге владавине терора. Георг Дантон основао је канцеларију Револуционарног трибунла као чврсту руку Револуционарне владе. Револуционарни трибунал осигурао је да свако оптужен за било шта, стварно или измишљено, буде осуђен на смрт гиљотином, без доказа, суђења или сведока. Већ у првим месецима од оснивања Дантон је знао да су оваква овлашћења државе била огромна грешка и борио се да их укине. Робеспјер га је у овоме зауставио и искористио је Трибунал да осуди Дантона и сву осталу опозицију на смрт, учврсти своју власт и побије небројене Французе: мушкарце, жене и децу. На крају је и сам завршио на гиљотини попут Дантона. Сведоци описују Дантона на гиљотини као храброг, јер је чекајући сечиво тешио остале осуђенике. Дантонова жена Јулија се сазнавши за осуду отрује код куће, јер се заклела да ће му бити одана и након смрти. Жена Камија Демулена, Лусила, видевши свог мужа на гиљотини викне ,,Живео краљ!" и тако осигура себи смртну казну.